# Moulin à vent de Senneville

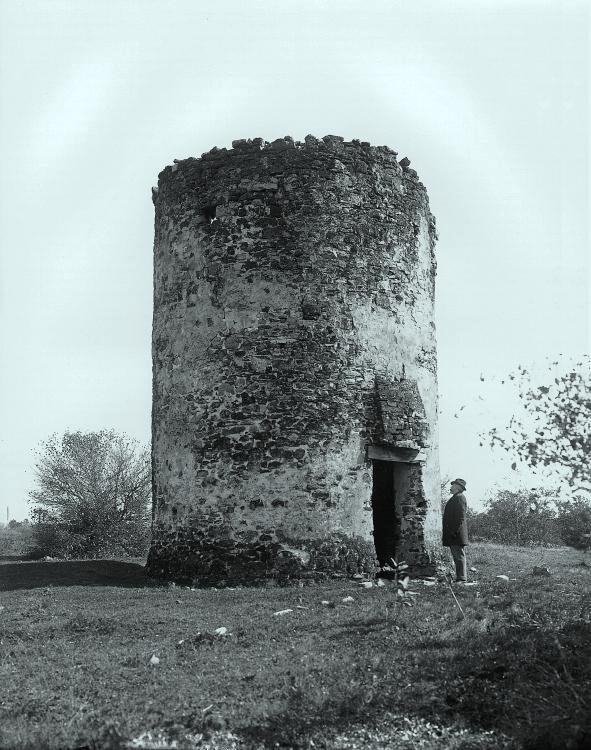
Moulin à vent de Senneville, en 1896

Le Moulin à vent de Senneville est l'un des 18 derniers moulins à vent du Québec au Canada. Il est situé à Senneville à l'ouest de l'île de Montréal, et faisait partie intégrante de l'ancien Fort Senneville.

## Identification
- Nom du bâtiment : Moulin à vent de Pointe-Abbott
- Autre nom du bâtiment : Moulin Le Ber de Senneville
- Adresse civique : 170 chemin de Senneville
- Municipalité : Senneville
- Propriété : Privée

## Construction
- Date de construction : 1686
- Nom du constructeur :
- Nom du propriétaire initial : Jacques Le Ber

## Chronologie
- Évolution du bâtiment :
- Autres occupants ou propriétaires marquants :
- Transformations majeures : le toit est aujourd'hui coupé par une baie vitrée (voir image en lien externe)

## Architecture
Il fut construit en 1686 en maçonnerie de pierre, incorporant parfois des lambris de bois. Il est doté de mâchicoulis au-dessus des deux portes qui se font face au rez-de-chaussée, témoignant du fait que le moulin de Senneville servit à l'origine de tour fortifiée, entourée d'une palissade de pieux.

## Mise en valeur
- Constat de mise en valeur :
- Site d'origine : Oui
- Constat sommaire d'intégrité :
- Responsable :

## Note
Le plan de cet article a été tiré du Grand répertoire du patrimoine bâti de Montréal et de l'Inventaire des lieux de mémoire de la Nouvelle-France.